# Родерік Рейндерс
Родерік Рейндерс (нід. Roderick Rijnders, 1 березня 1941 — 15 січня 2018) — нідерландський академічний веслувальник.
Срібний призер Олімпійських Ігор 1968 року в складі розпашної двійки зі стерновим.
Бронзовий призер Чемпіонату Європи 1965 року в складі розпашної двійки зі стерновим.